# Grürmannshöhle
Die Grürmannshöhle ist eine Höhle am Oestricher Burgberg im Stadtteil Oestrich von Iserlohn. Ihr Eingang liegt in der Formation Pater und Nonne.

## Beschreibung
Die Höhle ist heute etwa fünf Meter lang, nachdem sie während des Kalkabbaus durch einen Stollen durchtrennt und mit einer Betonwand verschlossen wurde.
Zu den grabenden Archäologen zählte Johann Carl Fuhlrott. Man fand bei Grabungen zahlreiche Knochen von Tieren der Eiszeit.
Der Sage nach haust der Geist eines Grenzsteinversetzers in der Höhle.